# Cunter
Cunter foi uma comuna da Suíça, no Cantão Grisões, com 240 habitantes. Estendia-se por uma área de 7,11 km², de densidade populacional de 34 hab/km². Confinava com as seguintes comunas: Riom-Parsonz, Salouf, Savognin, Tiefencastel.
As línguas oficiais nesta comuna eram o alemão e o romanche.

## História
Em 1 de janeiro de 2016, passou a formar parte da nova comuna de Surses.